# Bremer Vulkan
Bremer Vulkan AG var et førende tysk skibsværft ved floden Weser i bydelen Vegesack i Bremen. Værftet blev grundlagt i 1893 og lukkede i 1997 som følge af økonomiske problemer og dårlig ledelse.
Bremer Vulkan var en af de vigtigste arbejdsgivere i Bremen. Værftet byggede skibe i alle kategorier (fragtskibe, passagerskibe, tankskibe, fiskedampere, ubåde, containerskibe, m.v.) og var et af de største skibsværfter i Europa indtil 1990'erne. Alt i alt byggede Bremer Vulkan, inklusive forgængeren Johann Langes skibsværft, omkring 1.100 skibe. Det er bemærkelsesværdigt, at Bremer Vulkan i det meste af sin levetid kun byggede skibe til civil skibsfart. Kun under verdenskrigene og i 1980'erne fremstillede værftet krigsskibe.

## Historie
Efter ændring af Wesers løb og havneudvidelser i Bremen i slutningen af 1800-tallet tog industrialiseringen i området fart. Den tyske skibsbygger Johann Lange havde i 1805 grundlagt et værft i havnen i Vegesack, og i 1893 overtog en gruppe investorer Langes værft, der var blevet overtaget af sønnen Carl og senere sønnens enke. På det tidspunkt beskæftigede Langes værft mere end 1.000 medarbejdere og var en af Bremens største virksomheder. Den officielle grundlæggelsesdag for Bremer Vulkan er den 23. oktober 1893, hvor der i Bremen handelsregister er registreret virksomheden Bremer Vulkan Schiffbau und Maschinenfabrik. I 1895 overtog Bremer Vulkan et andet værft i Vegesack, Bremer Schiffbau Gesellschaft, der havde moderne faciliteter og erfaring i bygning af stålkonstruktioner. Virksomheden udviklede sig positivt, og værftet blev det førende tyske værft indenfor civile skibe.
Under første verdenskrig blev Thyssen-familien hovedaktionærer i Bremer Vulkan. Efter krigens afslutning klarede værftet sig godt i forhold til konkurrenterne, og værftet var en af de mest rentable tyske virksomheder i 1920'erne og 30'erne. Værftet leverede i slutningen 1930'erne mange nybygninger til særlig Skandinavien, næsten 70% af produktionen blev leveret til skandinaviske redere.
Fra 1940 blev civil skibsbygning stort set indstillet og langt den største del af omsætningen hidrørte fra militærproduktion. Indtil 1944 blev der bygget i alt 74 ubåde af forskellige typer på værftet. Værftet blev gentagne gange udsat for luftangreb, men skaderne på værftet i Vegesack var forholdsvis begrænsede. De gentagne luftangreb og det voksende økonomiske sammenbrud i den tyske økonomi gjorde dog, at værftet fik vanskeligt ved at opfylde regeringens produktionskrav fra midten af 1944 og fremefter. I foråret 1945 begyndte virksomheden i hemmelighed at forberede sig på den forventede efterkrigstid: ordrer om at opsige personale, demontere eller ødelægge maskiner og udstyr blev forsinket eller ignoreret, og produktionssteder til civil skibsbygning blev genoprettet.
Umiddelbart efter afslutningen af 2. verdenskrig blev Bremer Vulkans produktionsapparat anvendt til diverse genopbygningsarbejder for den allierede besættelsesmagt, fremstilling af komfurer og lokomotiver, men værftet blev også tildelt en fremtrædende rolle i genopbygningen af den civile skibsbygningsindustri. Fra 1947 blev der bygget fiskerbåde til fiskeriselskaberne i Vegesack og i Bremerhaven. Bremer Vulkan havde fordel af, at den lokale konkurrent AG Weser af de allierede blev anset for at være mere involveret i tysk oprustning og derfor blev pålagt en række sanktioner, hvorimod Bremer Vulkans hovedaktionær Heinrich Thyssens havde ungarsk statsborgerskab, hvilket gjorde Bremer Vulkan til et udenlandsk selskab og gav en vis grad af beskyttelse mod sanktioner.
De første år efter krigen var vanskelige som følge af de økonomiske problemer, som krigen havde efterladt i hele Europa, men i begyndelsen af 1950'erne kom der for alvor gang i produktionen igen. Bremer Vulkan serieproducerede skibe, i gennemsnit ti skibe årligt. Værftet havde succes med kombiskibe for bl.a. Norddeutscher Lloyd, der kunne transportere næsten 9.000 tons gods og 86 passagerer på samme tid. I 1952 var antallet af ansatte igen omkring 3.750.
I midten af 1960'erne faldt salget, i 1967 blev der kun leveret fem skibe, men fra 1969 og de følgende år i 1970’erne steg produktion atter igen. Værftet nåede i 1970'erne op på 5.770 medarbejdere, men var også hjemsted for bitre arbejdskampe. Delstaten Bremen overtog i 1970’erne 25% af aktierne i værftet. Den stigende konkurrence i 1980’erne fra særlig Østasien og den følgende værftskrise ramte også Bremer Vulkan, og i 1987 var antallet af medarbejdere skrumpet til 3.200. For at kompensere for de faldende ordrer begyndte værftet at fremstille fregatter (Bremen-klassen og Brandenburg-klassen) for den tyske marine, hvilket imidlertid ledte til store tab, der måtte kompenseres af den tyske stat. Bremer Vulkan opkøbte en række mindre konkurrenter i perioden, men en fusion med den store konkurrent AG Weser og Bremer Vulkan mislykkedes.
Opkøbene af mindre virksomheder fortsatte i begyndelsen af 1990'erne, og ved DDR's sammenbrud og den efterfølgende genforening overtog Bremer Vulkan i 1992 store dele af den østtyske værftsindustri herunder skibsværfterne i Wismar og Stralsund samt dieselmotorfabrikken i Rostock. Bremer Vulkan omfattede på dette tidspunkt ikke blot det oprindelig værft i Vegesack, men også otte andre værfter i Tyskland samt anden industri indenfor elektronik og maskinfremstilling, rederivirksomhed m.v. I 1995 beskæftigede koncernen i alt næsten 22.500 mennesker, hvoraf ca. 10.700 arbejdede direkte inden for skibsbygning.
I 1995 opstod økonomiske problemer for Bremer Vulkan og virksomheden måtte optage store lån garanteret af delstaten Bremen, hvilket gav anledning til betydelig uro i Tyskland. Aktiekursen kollapsede, og selskabet måtte i februar 1996 indgive begæring om rekonstruktion. Under rekonstruktionen blev en række værfter og virksomheder udskilt, men i maj 1996 gik koncernens hovedsæde i Bremen samt datterselskaberne Vulkan Schiffbau Verbund GmbH, Vulkan Werft GmbH og Schichau Seebeckwerft konkurs. Efter levering af de sidste skibe blev Vulkan-hovedværftet i Bremen-Vegesack lukket i august 1997.
Konkursen udløste kraftig kritik af bl.a. den tidligere ledelse, delstaten Bremens håndtering af ejerskabet og ulovlig statsstøtte, Treuhandanstalt og selskabets revisorer.